# 二人のアカボシ
「二人のアカボシ」（ふたりのアカボシ）は、日本のバンド、キンモクセイの2枚目のシングル。2002年1月9日にBMGファンハウスより発売。

## 概要
バンド初、かつ唯一シングルでのオリコントップ10入りを果たした、バンド最大のヒットシングル。
全国ラジオ局が選定するパワープレイを31局で獲得し、当時の最多パワープレイ獲得数を記録した。また、この楽曲のヒットにより同年の『第53回NHK紅白歌合戦』に初出場を果たした。
ジャケットは明星『チャルメラ』のしょうゆ味のパッケージをモチーフとしており、CDの盤面にはラーメンを上から見た写真がプリントされている。初回盤パッケージはインスタントラーメン袋仕様となっている。本作のヒットにより、ヒット御礼企画として2月28日に地域限定新パッケージ盤が2万枚限定で発売された。こちらのパッケージも初回盤を踏襲したインスタントラーメン袋仕様となっており、各地の人気味に合わせ、北海道および東海地方ではみそ味（オレンジ）、関東地方および甲信越地方ではしお味（緑）、関西・中国・四国・九州・沖縄各地域ではとんこつ味（黄色）のバージョンがそれぞれパッケージ化された。東北地方・北陸地方はニュースソースに取り上げられず不明。

## 収録曲
- 全曲、作詞・作曲:伊藤俊吾

1. 二人のアカボシ [5:43]
編曲:キンモクセイ・澤近泰輔
  - 歌詞には「アカボシ」（明星）「ミヤウジヤウ」など、明星を意識したフレーズが含まれている。また、歌詞の一部「朝焼けの水蒸気」は、元々「朝焼けの旅客機」だったが、発売前年の2001年に起こったアメリカ同時多発テロ事件の影響を考慮して、レコーディング前の時点で変更された[5]。
  - PVには、メンバー以外に屋台ラーメン屋の男性と女性客が出演しているが、このラーメン屋役を演じている男性は本物の店主である。また、女性客を演じているのは、詩人の竹内めぐみである。
  - 2004年に発売された、バンド9枚目のシングル「メロディ」には、日比谷野外大音楽堂で披露されたライブ音源が収録されている。
2. ゆびわ [4:13]
編曲:キンモクセイ
3. 二人にしやがれ [3:13]
編曲:キンモクセイ
4. 二人のアカボシ（original karaoke）

## 収録アルバム
- 『音楽は素晴らしいものだ』 (#1,2、#2は新録)
- 『ベスト・コンディション 〜kinmokusei single collection〜』 (#1,3)